# Amata melitospila
Amata melitospila  là một loài bướm đêm thuộc phân họ Arctiinae, họ Erebidae.